# Nação Crioula
Nação Crioula: correspondência secreta de Fradique Mendes é um livro de José Eduardo Agualusa.
O romance foi escrito em forma epistolar, com troca de cartas entre as personagens, principalmente o escritor português Eça de Queirós, a angolana Ana Olímpia e o aventureiro português Carlos Fradique Mendes. Ana Olímpia Vaz de Caminha nasceu escrava e tornou-se uma célebre e rica angolana. Manteve uma misteriosa ligação amorosa com  Carlos Fradique Mendes.
O livro mistura factos e ficção na luta pela abolição da escravatura em Angola.